# Charlottenhofer Weihergebiet, Hirtlohweiher und Langwiedteiche
Charlottenhofer Weihergebiet, Hirtlohweiher und Langwiedteiche este o arie protejată (arie specială de conservare — SAC, sit de importanță comunitară — SCI) din Germania întinsă pe o suprafață de 927,09 ha, integral pe uscat.

## Localizare
Centrul sitului Charlottenhofer Weihergebiet, Hirtlohweiher und Langwiedteiche este situat la coordonatele 49°21′07″N 12°10′30″E / 49.3519°N 12.175°E.

## Înființare
Situl Charlottenhofer Weihergebiet, Hirtlohweiher und Langwiedteiche a fost declarat sit de importanță comunitară în noiembrie 2004 pentru a proteja 1 specie de plante și 2 specii de animale. Situl a fost protejat și ca arie specială de conservare în aprilie 2016.

## Biodiversitate
Situată în ecoregiunea continentală, aria protejată conține 7 habitate naturale: Ape stătătoare oligotrofe până la mezotrofe, cu vegetație de Littorelletea uniflorae și/sau de Isoëto-Nanojuncetea, Lacuri eutrofice naturale cu vegetație de tip Magnopotamion sau Hydrocharition, Pajiști uscate europene, Fânețe de joasă altitudine (Alopecurus pratensis, Sanguisorba officinalis), Mlaștini turboase de tranziție și turbării mișcătoare, Mlaștini împădurite, Păduri aluvionare cu Alnus glutinosa și Fraxinus excelsior (Alno-Padion, Alnion incanae, Salicion albae).
La baza desemnării sitului se află mai multe specii protejate:
- plante (1): moșișoare (Liparis loeselii)
- mamifere (1): castor (Castor fiber)
- nevertebrate (1): libelule (Leucorrhinia pectoralis)